# Wangsimni
Pour la station de métro, voir Wangsimni (métro de Séoul).
Pour plus de détails, voir Fiche technique et Distribution.
Wangsimni (왕십리, Wangshibri) est un film sud-coréen réalisé par Im Kwon-taek, sorti en 1976.

## Fiche technique
- Titre : Wangsimni[1]
- Titre original : 왕십리 (Wangshibri)
- Réalisation : Im Kwon-taek
- Scénario : Jo Hae-il
- Pays d'origine : Corée du Sud
- Format : Couleurs - 35 mm
- Genre : drame
- Durée : 105 minutes
- Date de sortie : 1976

## Distribution
- Shin Sung-il :
- Kim Yeong-ae :
- Jeon Yeong-seon :
- Yun Yang-ha :
- Choi Bool-am